# Góra Stracenia
Góra Stracenia, Hycla Góra, Góra Hyclowa, Góra Tracenia, Góra Wiśniowskiego – wzgórze na Roztoczu Wschodnim, w obszarze Roztocza Lwowskiego (najbardziej na południowy wschód wysunięte ze Wzgórz Janowskich), w północno-zachodnim rejonie Lwowa, 339 m n.p.m.
Położona na Kleparowie. Od XV w. było to miejsce tracenia przestępców. W 1769 powieszono tu hajdamaków schwytanych we Lwowie i w okolicy. Na bezleśnym niegdyś wzgórzu stała doskonale widoczna z centrum miasta szubienica. Wzgórze uzyskało nazwę „Góra Stracenia”, gdy 31 lipca 1847 Austriacy dokonali tu egzekucji Teofila Wiśniowskiego i Józefa Kapuścińskiego – przywódców polskiego sprzysiężenia niepodległościowego, które miało na celu wywołanie powstania w Galicji w 1846, zdławionego przez zaborcę poprzez wywołanie rzezi galicyjskiej. Używano także określenia „Góra Hyclowska”, które z czasem został zastąpione nazwą „Góra Teofila Wiśniowskiego”.
Na szczycie wzgórza, w otoczeniu niewielkiego parku, znajduje się wzniesiony w 1895 obelisk ku ich czci straconych, projektu Juliana Markowskiego, z pamiątkowym napisem. Pierwotnie pomnik był zwieńczony figurą orła, zniszczoną w czasach sowieckich.
Z uwagi na strategiczne, górujące nad północno-zachodnią częścią miasta położenie, w czasie polsko-ukraińskiej bitwy o Lwów w 1918 Góra Stracenia była miejscem zaciętych walk. Ostatecznie opanował ją oddział polski dowodzony przez por. Romana Abrahama. Również w czasie akcji „Burza” we Lwowie w lipcu 1944 r. Góra Stracenia była jednym z ostatnich punktów oporu oddziałów niemieckich.
Na Górę Stracenia prowadzi ulica Złota, lewa przecznica ulicy Kleparowskiej.

## Bibliografia, linki

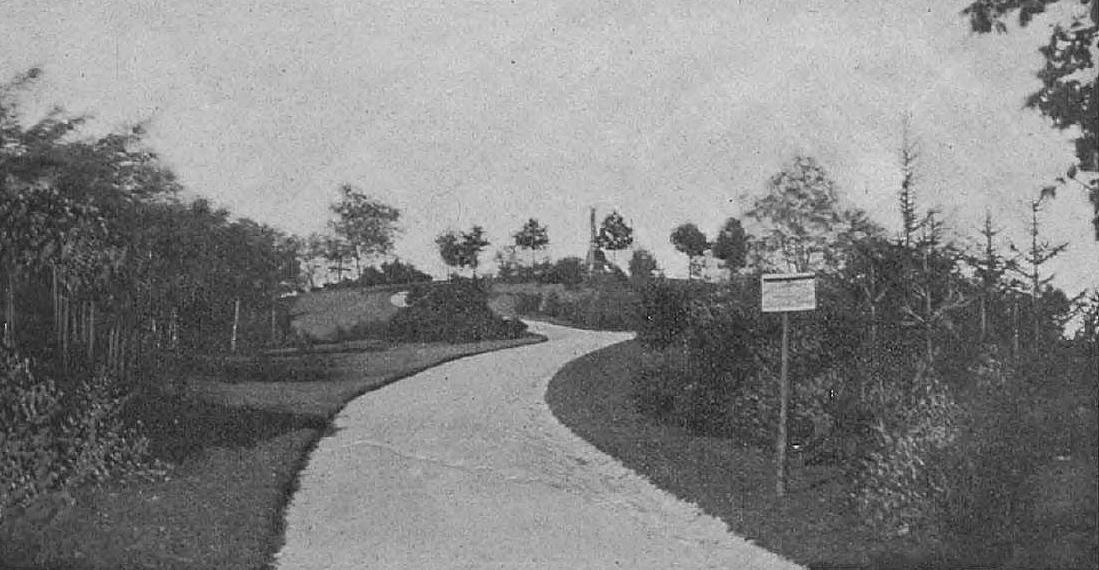
Góra Stracenia (przed 1901)
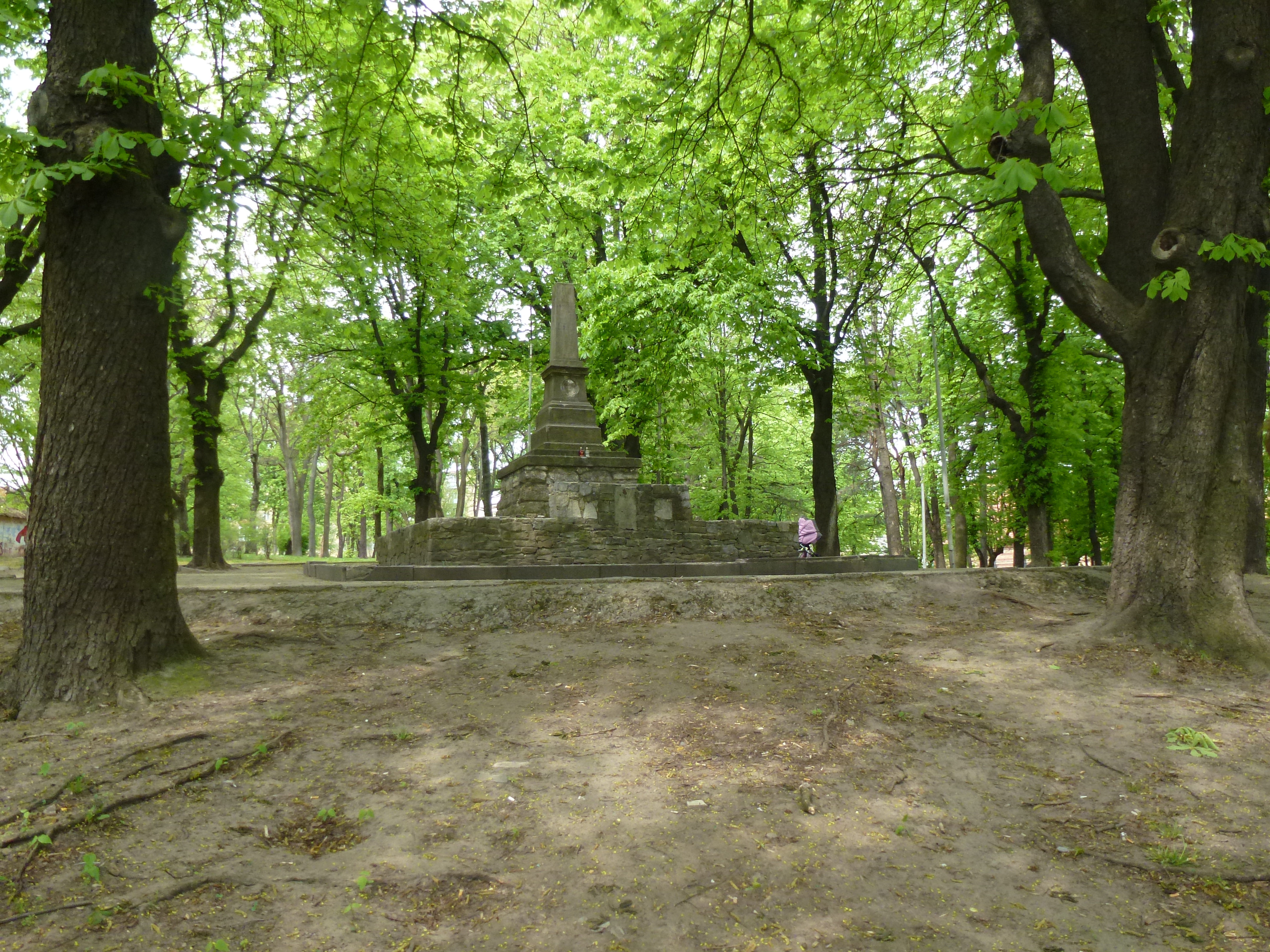
Pomnik Teofila Wiśniowskiego na górze (stan współczesny)
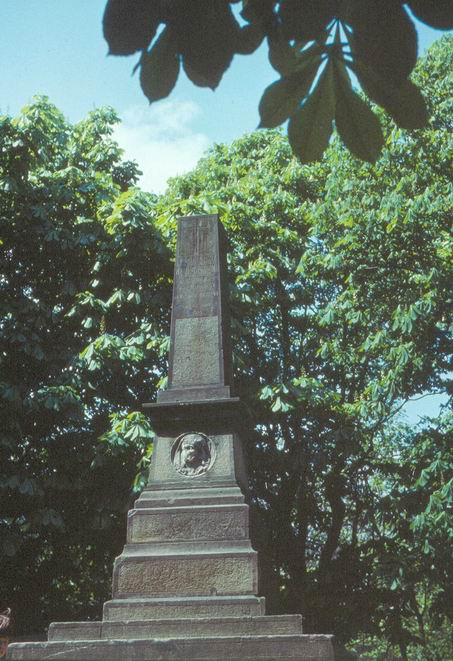
Obelisk Teofila Wiśniowskiego i Józefa Kapuścińskiego na Górze Stracenia
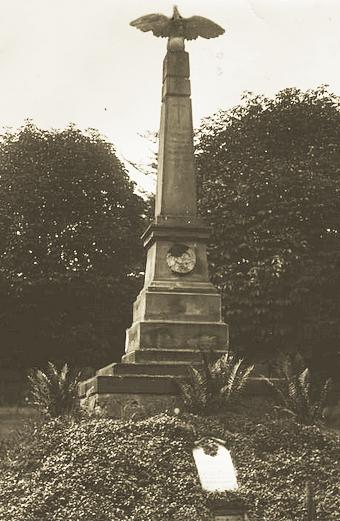
Obelisk w oryginalnym kształcie 1936